# Улица Яна Арно (Великие Луки)
Улица Яна Арно — улица в городе Великие Луки. Расположена на месте бывшего посёлка Самары, между 1-м Самарским переездом и левым берегом реки Лазавица. Названа в честь заместителя командира по политической части 921-го стрелкового полка 249-й Эстонской стрелковой дивизии Яна Савельевича Арно, погибшего при освобождении города Великие Луки в декабре 1942 года.

## История
1-я Самарская улица была образована после войны на территории поселка Самары, между железной дорогой и левым берегом реки Лазавица. 17 сентября 1949 года получила название Самарская. 29 июля 1963 года Самарская улица переименована в улицу Яна Арно. Позже к улице был присоединен участок, находящийся между 1-м Самарским и 2-м Самарским переездами, ранее называемый Междупутье.

## Здания и сооружения
Улица Яна Арно застроена преимущественно малоэтажными частными домами. На участке между железнодорожными переездами находятся автозаправочная станция, автомойка, гаражный кооператив.
На доме № 1А установлена мемориальная доска в память о Я. С. Арно.

## Закрытие движения
15 января 2020 года в связи с постройкой неподалеку путепровода через железную дорогу, 2-й Самарский переезд был закрыт для движения автотранспорта. Таким образом улица Яна Арно от улицы Ухтомского до железной дороги потеряла свое транспортное значение как городская магистраль и по факту является тупиком.

## Транспорт
В настоящее время по улице Яна Арно от улицы Ухтомского до Прудхозной набережной проходят маршруты общественного транспорта:
- Автобус № 2, 9, 9к, 16
- Маршрутное такси № 2б, 5, 59.